# Walderlebniszentrum Ziegelwies

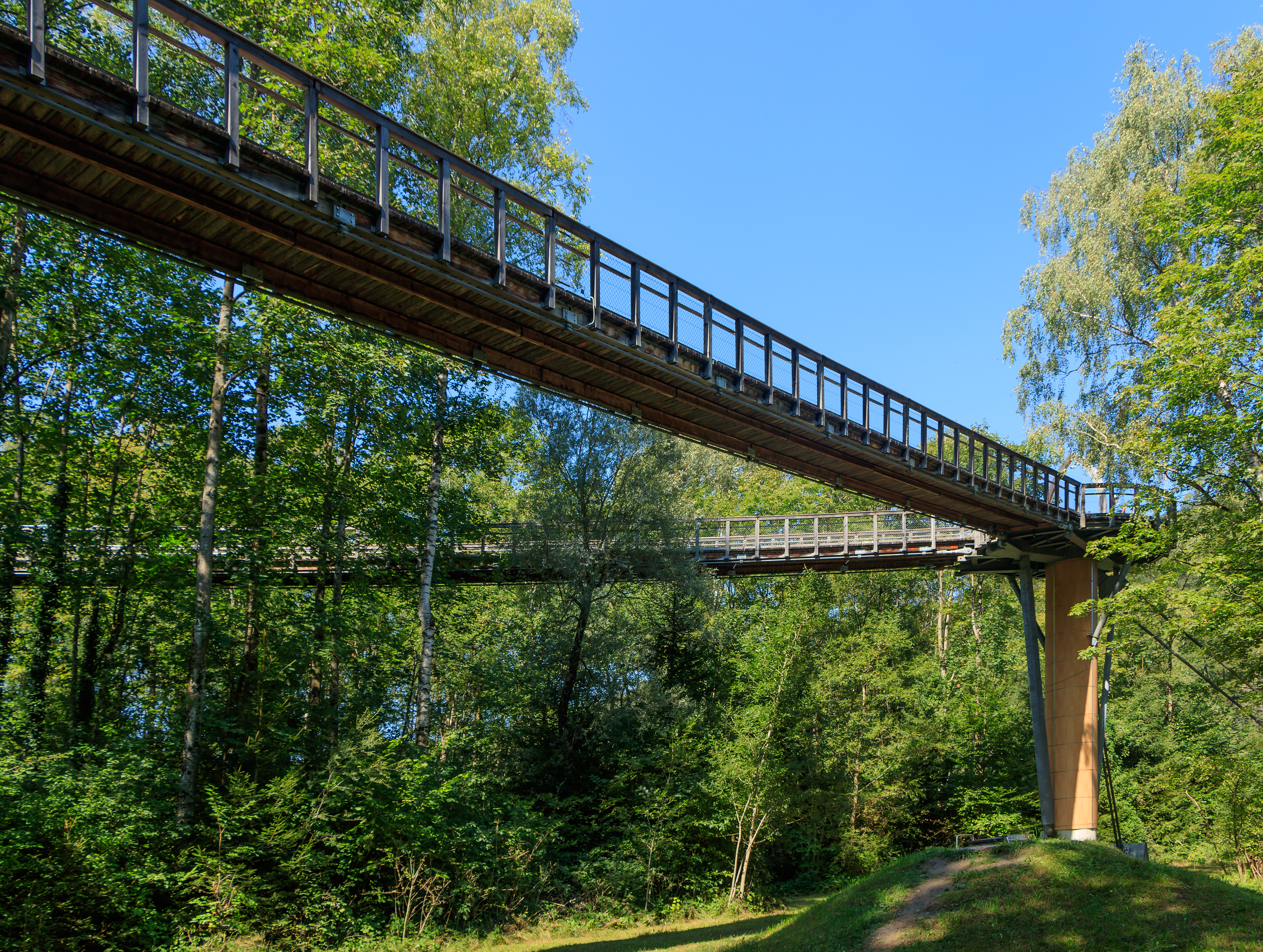
Baumkronenweg im Walderlebniszentrum Ziegelwies

Das Walderlebniszentrum Ziegelwies liegt in der bayerischen Stadt Füssen und der Tiroler Gemeinde Pinswang. Es wurde 2002 an einer ehemaligen Grenzkontrollstation angelegt und ist das einzig grenzüberschreitende der bayerischen Walderlebniszentren.

## Lage
Das Walderlebniszentrum erstreckt sich entlang der Tiroler Straße im Füssener Stadtteil Ziegelwies, die das Ende der Bundesstraße 17 bildet, und der Landesstraße 396 (Weißhausstraße) im Pinswanger Ortsteil Weißhaus. Es hat eine Fläche von circa 30 Hektar. Der Auwaldpfad und der Baumkronenweg liegen im Auwald zwischen der Straße und dem Lech. Auf der anderen Straßenseite führt der Bergwaldpfad durch den Bergwald des Schwarzenbergs, der zum Teil identisch mit dem Wanderweg Alpenrosenweg nach Hohenschwangau und dem grenzüberschreitenden Wanderweg Geogrenzgänger ist. Unweit des Walderlebniszentrums liegt auf deutscher Seite der Lechfall und auf österreichischer Seite das Wasserkraftwerk Weißhaus.

## Geschichte

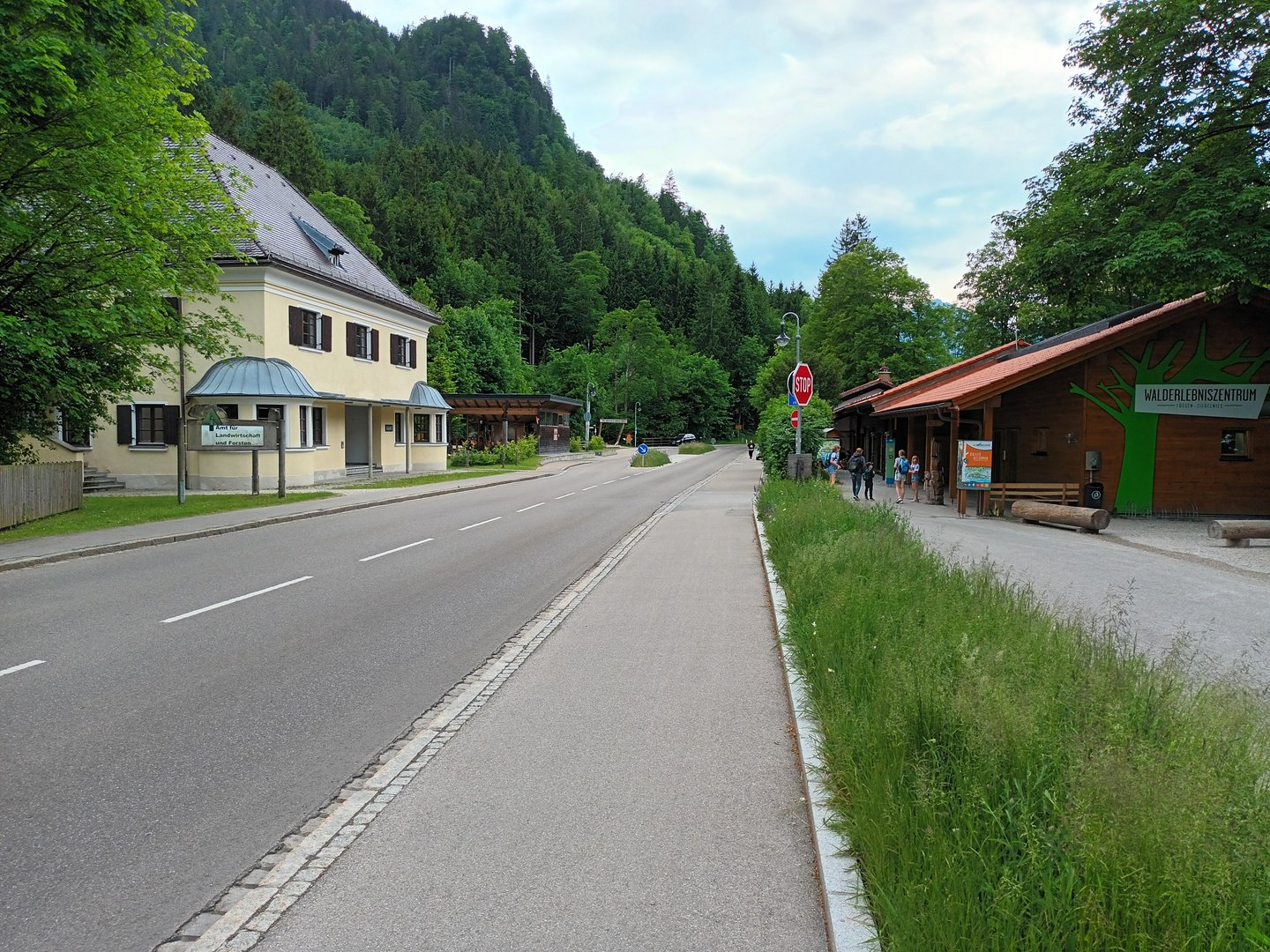
Ehemaliges Zollamt (links) und Grenzpolizeihäuschen (rechts)

Nach dem Wegfall der Grenzkontrollen als Folge des Schengener Abkommens bezog im Jahr 2000 das ehemalige Forstamt Füssen das Zollamtsgebäude bei der Grenzstation Füssen-Ziegelwies. Auf Betreiben von Forstdirektor Robert Berchtold wurde die Einrichtung eines Walderlebniszentrums im unberührten Grenzstreifen geplant und die Umnutzung des Grenzpolizeihäuschens als Ausstellungsgebäude. Im Gegensatz zu den anderen bayerischen Walderlebniszentren, deren Träger das Bayerische Staatsministerium für Ernährung, Landwirtschaft, Forsten und Tourismus ist, wurde als Träger im selben Jahr der Verein Walderlebniszentrum Ostallgäu–Außerfern gegründet, dem der Landkreis Ostallgäu, Gemeinden, Verbände und Privatpersonen aus Bayern und Tirol angehören. Am 16. Dezember 2002 wurde das Walderlebniszentrum eröffnet.
2004 wurde der Auwald-Erlebnispfad angelegt und die Ausstellungsfläche vergrößert. 2006 wurde der Weißtannen-Pavillon errichtet und 2007 das Tal der Sinne angelegt. 2008 wurde auf österreichischer Seite ein zusätzlicher, größerer Parkplatz gebaut. Nachdem 2013 ein Baumkronenweg für 1,2 Millionen Euro errichtet worden war, stieg die Besucherzahl im Folgejahr auf 180.000 bis 200.000. Bis 2018 pendelte sich die jährliche Besucherzahl auf 120.000 bis 150.000 ein. 2024 wurde mit der Sanierung des Baumkronenwegs begonnen und am Bergwaldpfad ein großes Bienenhaus in Kooperation mit dem „Honigdorf“ Seeg errichtet.

## Einrichtungen

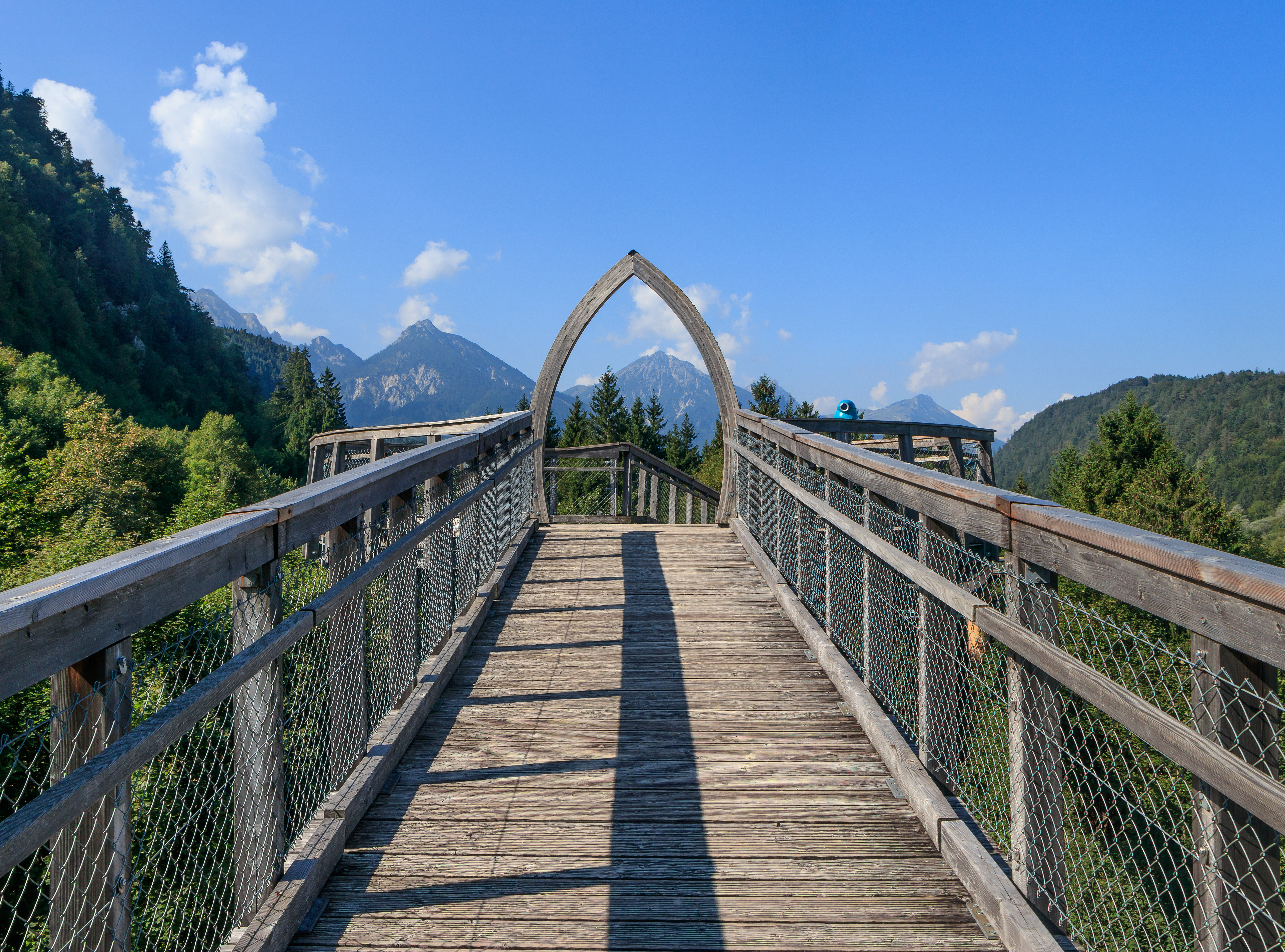
Aussicht auf die Alpen vom Baumkronenweg

Das Ausstellungsgebäude beherbergt die Dauerausstellung „Mein Wald“, in der mit Holz- und Naturelementen, Grafiken und interaktiven Stationen die Tier- und Pflanzenwelten des Waldes erfahrbar gemacht werden. Daneben finden wechselnde Ausstellungen statt. In einem Raum für Geologie wird über die Gesteinsarten und landschaftlichen Spuren der letzten Eiszeit informiert.
Der Auwaldpfad führt durch den Auwald am Ufer des Lechs und hat Stationen, die über den Lech und Tiere und Pflanzen des Auwalds informieren. Entlang des Auwaldpfads gibt es Abenteuerspielplätze und Pausenplätze. Der Bergwaldpfad informiert über die Schutzfunktion des Bergwalds, die Nutzung des Rohstoffs Holz und die Tiere und Pflanzen des Bergwalds. Auch entlang des Bergwaldpfads gibt es Spielplätze. Der Baumkronenweg ist die einzige Einrichtung des Walderlebniszentrums, für die Eintritt bezahlt werden muss. Er führt auf einer Länge von 480 Metern und einer Höhe von bis zu 21 Metern über die Ländergrenze durch die Baumwipfel des Auwalds und bietet eine Aussicht auf die Alpen und den Lech.